# Britische Formel-3-Meisterschaft
Die Britische Formel-3-Meisterschaft (offiziell British Formula 3 International Series) war eine Rennserie in Großbritannien, die mit Formel-3-Rennwagen ausgetragen wurde. Von der Gründung der Rennserie bis zur Schließung 2014 wurde die Serie als British Formula 3 International Series bezeichnet und wird ab 2016 von der BRDC als BRDC British Formula 3 Championship, welche bis 2015 als BRDC British Formula 4 Championship bekannt war, fortgesetzt.

## Bisherige Meister
In den früheren Jahren wurde die Meisterschaft oftmals in mehrere Rennserien aufgeteilt, wodurch mehrere Meister möglich waren.
| Jahr | Fahrer             | Chassis | Motor        | Name der Rennserie                            |
| ---- | ------------------ | ------- | ------------ | --------------------------------------------- |
| 1951 | Eric Brandon       |         |              | Autosport F3                                  |
| 1952 | Don Parker         |         |              | Autosport F3                                  |
| 1953 | Don Parker         |         |              | Autosport F3                                  |
| 1954 | Les Leston         |         |              | BRSCC National F3                             |
| 1955 | Jim Russell        |         |              | BRSCC National F3                             |
| 1956 | Jim Russell        |         |              | BRSCC National F3                             |
| 1957 | Jim Russell        |         |              | BRSCC National F3                             |
| 1958 | Trevor Taylor      |         |              | BRSCC National F3                             |
| 1959 | Don Parker         |         |              | BRSCC National Formula Junior                 |
| 1960 | Jack Pitcher       |         |              | BRSCC National Formula Junior                 |
| 1960 | Jim Clark          |         |              | John Davy Formula Junior                      |
| 1960 | Jim Clark          |         |              | Motor Racing Formula Junior                   |
| 1961 | Mike Ledbrook      |         |              | BRSCC National Formula Junior                 |
| 1961 | Bill Moss          |         |              | John Davy Formula Junior                      |
| 1961 | Trevor Taylor      |         |              | Motor Racing Formula Junior                   |
| 1962 | John Fenning       |         |              | John Davy Formula Junior                      |
| 1963 | Peter Arundell     |         |              | Express & Star Formula Junior                 |
| 1964 | Jackie Stewart     | Cooper  | Austin       | Express & Star F3                             |
| 1964 | Rodney Banting     | Lotus   | Austin       | BRSCC F3                                      |
| 1965 | Tony Dean          | Brabham | Ford         | BRSCC F3                                      |
| 1966 | Harry Stiller      | Brabham | Ford         | Les Leston F3                                 |
| 1967 | Harry Stiller      | Brabham | Ford         | Les Leston F3                                 |
| 1968 | Tim Schenken       | Chevron | Ford         | Lombank F3                                    |
| 1969 | Emerson Fittipaldi | Lotus   | Ford         | Lombank F3                                    |
| 1970 | Dave Walker        | Lotus   | Ford         | Lombank F3                                    |
| 1970 | Tony Trimmer       | Brabham | Ford         | Shell Motor Sport F3                          |
| 1970 | Carlos Pace        | Lotus   | Ford         | Forward Trust F3                              |
| 1971 | Roger Williamson   | March   | Ford         | Lombank North F3                              |
| 1971 | Dave Walker        | Lotus   | Ford         | Shell Super Oil F3                            |
| 1971 | Dave Walker        | Lotus   | Ford         | Forward Trust F3                              |
| 1972 | Roger Williamson   | GRD     | Ford         | Forward Trust F3                              |
| 1972 | Rikky von Opel     | Ensign  | Ford         | Lombank North F3                              |
| 1972 | Roger Williamson   | GRD     | Ford         | Shell F3                                      |
| 1973 | Ian Taylor         | March   | Ford         | Forward Trust F3                              |
| 1973 | Tony Brise         | March   | Ford         | Lombank North F3                              |
| 1973 | Tony Brise         | March   | Ford         | John Player F3                                |
| 1974 | Brian Henton       | March   | Ford         | Forward Trust F3                              |
| 1974 | Brian Henton       | March   | Ford         | Lombard F3                                    |
| 1975 | Gunnar Nilsson     | March   | Toyota       | BP Super Visco F3                             |
| 1976 | Bruno Giacomelli   | March   | Toyota       | Shell Sport F3                                |
| 1976 | Rupert Keegan      | March   | Toyota       | BP Super Visco F3                             |
| 1977 | Bruno Giacomelli   | March   | Toyota       | Vandervell F3                                 |
| 1977 | Rupert Keegan      | Chevron | Toyota       | BP F3                                         |
| 1978 | Derek Warwick      | Ralt    | Toyota       | Vandervell F3                                 |
| 1978 | Nelson Piquet      | Ralt    | Toyota       | BP F3                                         |
| 1979 | Chico Serra        | Ralt    | Toyota       | Vandervell British F3                         |
| 1980 | Stefan Johansson   | March   | Toyota       | Vandervell British F3                         |
| 1981 | Jonathan Palmer    | Ralt    | Toyota       | Marlboro British F3                           |
| 1982 | Tommy Byrne        | Ralt    | Toyota       | Marlboro British F3                           |
| 1983 | Ayrton Senna       | Ralt    | Toyota       | Marlboro British F3                           |
| 1984 | Johnny Dumfries    | Ralt    | Volkswagen   | Marlboro British F3                           |
| 1985 | Maurício Gugelmin  | Ralt    | Volkswagen   | Marlboro British F3                           |
| 1986 | Andy Wallace       | Reynard | Volkswagen   | Lucas British F3                              |
| 1987 | Johnny Herbert     | Reynard | Volkswagen   | Lucas British F3                              |
| 1988 | JJ Lehto           | Reynard | Toyota       | Lucas British F3                              |
| 1989 | David Brabham      | Ralt    | Volkswagen   | Lucas British F3                              |
| 1990 | Mika Häkkinen      | Ralt    | Honda        | British F3                                    |
| 1991 | Rubens Barrichello | Ralt    | Honda        | British F3                                    |
| 1992 | Gil de Ferran      | Reynard | Honda        | British F3                                    |
| 1993 | Kelvin Burt        | Reynard | Honda        | British F3                                    |
| 1994 | Jan Magnussen      | Dallara | Honda        | British F3                                    |
| 1995 | Oliver Gavin       | Dallara | Vauxhall     | British F3                                    |
| 1996 | Ralph Firman       | Dallara | Honda        | British F3                                    |
| 1997 | Jonny Kane         | Dallara | Honda        | Autosport British F3                          |
| 1998 | Mario Haberfeld    | Dallara | Honda        | Autosport British F3                          |
| 1999 | Marc Hynes         | Dallara | Honda        | Autosport British F3                          |
| 2000 | Antonio Pizzonia   | Dallara | Honda        | Green Flag British F3                         |
| 2001 | Takuma Satō        | Dallara | Honda        | Green Flag British F3                         |
| 2002 | Robbie Kerr        | Dallara | Honda        | Green Flag British F3                         |
| 2003 | Alan van der Merwe | Dallara | Honda        | British F3 International                      |
| 2004 | Nelson Piquet jr.  | Dallara | Honda        | British F3 International                      |
| 2005 | Álvaro Parente     | Dallara | Honda        | British F3 International                      |
| 2006 | Mike Conway        | Dallara | Mercedes-AMG | Lloyds TSB Insurance British F3 International |
| 2007 | Marko Asmer        | Dallara | Mercedes-AMG | Lloyds TSB Insurance British F3 International |
| 2008 | Jaime Alguersuari  | Dallara | Mercedes-AMG | British F3 International                      |
| 2009 | Daniel Ricciardo   | Dallara | Volkswagen   | Cooper Tires British F3 International Series  |
| 2010 | Jean-Éric Vergne   | Dallara | Volkswagen   | Cooper Tires British F3 International Series  |
| 2011 | Felipe Nasr        | Dallara | Volkswagen   | Cooper Tires British F3 International Series  |
| 2012 | Jack Harvey        | Dallara | Volkswagen   | Cooper Tires British F3 International Series  |
| 2013 | Jordan King        | Dallara | Volkswagen   | Cooper Tires British F3 International Series  |
| 2014 | Martin Cao         | Dallara | Mercedes     | Cooper Tires British F3 International Series  |